# Листи з війни
«Листи з війни» (порт. Cartas da Guerra) — португальський біографічно-драматичний фільм, знятий Іво Феррейрою за однойменним романом Антоніу Лобу Антунеша. Світова прем'єра стрічки відбудеться у лютому 2016 року на Берлінському міжнародному кінофестивалі. Фільм розповідає про молодого лікаря, який пише листи до дружини під час Колоніальної війни Португалії в Анголі 1971-73 років.

## У ролях
- Мігель Нюнс
- Маргаріда Вілья-Нова

## Визнання
| Нагороди та номінації фільму «Листи з війни» | Нагороди та номінації фільму «Листи з війни» | Нагороди та номінації фільму «Листи з війни» | Нагороди та номінації фільму «Листи з війни» | Нагороди та номінації фільму «Листи з війни» | Нагороди та номінації фільму «Листи з війни» |
| Рік                                          | Кінопремія / Кінофестиваль                   | Категорія / Нагорода                         | Номінант                                     | Результат                                    |                                              |
| -------------------------------------------- | -------------------------------------------- | -------------------------------------------- | -------------------------------------------- | -------------------------------------------- | -------------------------------------------- |
| 2016                                         | Берлінський міжнародний кінофестиваль        | «Золотий ведмідь» за найкращий фільм         | «Листи з війни»                              | Номінація                                    |                                              |